# Trahaearn ap Caradog
Trahaearn ap Caradog, född 1044, död 1081, var en walesisk regent. Han var kung av Gwynedd mellan 1075 och 1081.